# Хэвок, Дэйви
Дэйви Хэвок (англ. Davey Havok; род. 20 ноября 1975, Рочестер, Нью-Йорк) — американский музыкант, вокалист, создатель и постоянный участник альтернативной рок-группы AFI, электронной группы Blaqk Audio, хардкор группы XTRMST (англ.) и нью-вейв группы Dreamcar. Хэвок является убеждённым сторонником straight edge и веганского образа жизни.

## Ранние годы
Дэвид Пейден Маршан (англ. David Paden Marchand), известный как Дэйви Хэвок, родился в Рочестере, Нью-Йорк, в семье Пэнни и Пола Пассаро. Когда Дэвиду было пять лет, его отец умер, и он взял фамилию отчима Маршан. В шестилетнем возрасте он вместе с семьёй переехал из Рочестера в Юкайа, штат Калифорния. Там он посещал католическую школу до 8 класса. После окончания школы Хэвок учился в Калифорнийском университете в Беркли по направлениям «Английский язык» и «Психология». После второго курса в университете его карьера с AFI стала стремительно развиваться и он не окончил обучение.

## Музыкальная карьера

##### AFI
Дэйви Хэвок и его друзья Mark Stopholese и Vic Chalker решили создать группу, когда учились в школе и ещё не умели играть на инструментах. На место барабанщика был приглашён Adam Carson, что положило начало истории AFI. В 1995 году группа выпустила свой первый альбом Answer That and Stay Fashionable, затем Very Proud of Ya в 1996, Shut Your Mouth and Open Your Eyes в 1997, Black Sails in the Sunset в 1999, над которым группа впервые работала в своём нынешнем составе: Havok, Carson, Hunter Burgan и Jade Puget.
В 2000 году был выпущен альбом The Art of Drowning, в 2003- Sing the Sorrow, принёсший группе известность по всему миру.
После выхода альбома Decemberunderground в 2006 группа отправилась в мировое турне. В 2013 году был выпущен 9 альбом группы Burials, а в 2017 вышел в свет альбом The Blood Album.

##### Blaqk Audio
В 2007 году электронный сайд-проект Дэйви и гитариста AFI Jade Puget выпустил альбом CexCells, после чего Blaqk Audio отправились в тур по Америке и Канаде. В сентябре 2012 был выпущен альбом Bright Black Heaven, и альбом Material в апреле 2016.

##### XTRMST
Группа XTRMST, образованная в 2014 году Хэвоком и гитаристом Jade Puget, выпустила одноимённый альбом в стиле straight edge metalcore.

##### Dreamcar
В 2016 году стало известно, что Хэвок, вместе с бывшими участниками No Doubt Tom Dumont, Tony Kanal и Adrian Young, создал группу Dreamcar. Дебютный сингл «Kill for Candy» вышел в марте 2017 года, а в апреле этого же года группа выступила на фестивале Coachella.
Гостевое участие
В качестве бэк-вокалиста Дэйви выступил в 4-м альбоме Offspring — Ixnay on the Hombre, для группы The Transplants в песне «Quick Death», во многих песнях группы Tiger Army, в песнях «Jekyl and Hyde» The Nerve Agents, «I Don’t Wanna Behave» Dance Hall Crashers, «Blue Strip» группы Fury 66, «Astro-Zombies» Heckle (кавер-версия на The Misfits), а также он автор текстов и бывший вокалист группы Son of Sam.

## Другие проекты

##### Актёрская деятельность
В 2009 Хэвок озвучил роль падшего бога Dragos в мультипликационной новелле Godkiller. В 2011 играл роль St. Jimmy в бродвейской постановке Green Day «American Idiot». В 2012 музыкант исполнил небольшую роль в фильме Knife Fight.

##### Линии одежды и украшений
Музыкант участвовал в создании следующих линий одежды и аксессуаров:
- Glitterboy — линия, не успевшая даже выйти на прилавки из-за творческих разногласий Дэйви и его партнёра по этому бизнесу Serious.
- Paden — линия вышла в 2007 году.
- Tokyo Hardcore — сентябрь 2007 года. Выступил в роли модели при создании каталога украшений дизайнера Тарины Тарантино под названием «Tokyo Hardcore».
- Zu Boutique — начало линии было положено в августе 2008 года. Каждый выпуск ограничен — выпускается по 100 футболок одного дизайна. Первая коллекция аксессуаров вышла в марте 2009 года и также была ограничена — от 10 до 90 предметов разного дизайна. В августе 2009 Zu Boutique вместе с обувной фирмой Macbeth представили обувь для веганов от Дэйви Хэвока.

##### Защита прав животных
Дэйви Хэвок является веганом с 14 лет, он постоянно участвует в кампаниях Peta по продвижению «веганского» образа жизни и борьбе с использованием натурального меха и кожи. Он побеждал в номинациях PETA2 World’s Sexiest Vegetarian и Hottest Vegetarian Celebrity в 2007, 2015 и 2017 годах.

## Личная жизнь
- У Дэйви есть младший брат Майк.
- Хэвок — большой фанат фильма Тима Бёртона «Кошмар перед Рождеством». На его руках были набиты «рукава» с персонажами из этого фильма, но в 2016 году он перекрыл их чёрным цветом[6].
- Одна из самых любимых групп музыканта — The Cure, кавер-версии их песен неоднократно исполнялись AFI.
- Первую музыкальную пластинку, альбом группы AC/DC, ему подарила на пятилетие бабушка.
- По словам музыканта, люди часто говорят ему, что он очень похож на вокалиста AFI.

## Дискография
AFI
- Answer That and Stay Fashionable (1995)
- Very Proud of Ya (1996)
- Shut Your Mouth and Open Your Eyes (1997)
- Black Sails in the Sunset (1999)
- The Art of Drowning(2000)
- Sing the Sorrow (2003)
- Decemberunderground (2006)
- Crash Love (2009)
- Burials (2013)
- The Blood Album (2017)
- The Missing Man (2018)
- Bodies (2021)

Blaqk Audio
- CexCells (2007)
- Bright Black Heaven (2012)
- Material (2016)

XTRMST
- XTRMST EP (2014)
- XTRMST (2014)

Dreamcar
- «Kill for Candy» (single) (2017)
- Dreamcar (2017)